# Années 1720 av. J.-C.
Les années 1720 av. J.-C. couvrent les années de 1729 av. J.-C. à 1720 av. J.-C.

## Évènements

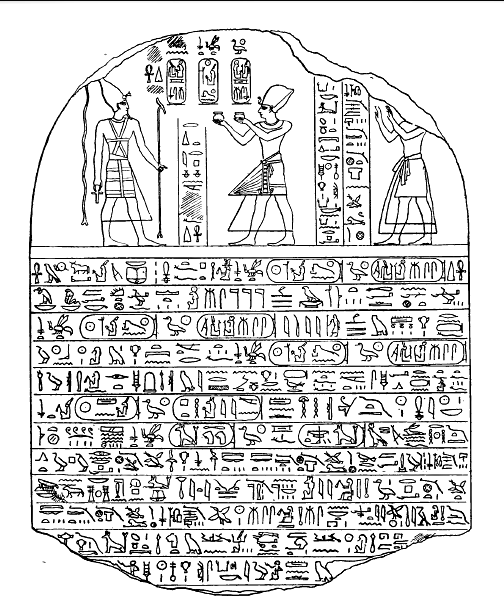
La stèle de l'an 400.

- 1730 ou 1720 av. J.-C. : début de la XVe dynastie Hyksôs (fin en 1620 av. J.-C., dates supposées)[1]. Cette date est retenue selon la Stèle de l’an 400, gravée sous Ramsès II et découverte à Tanis, qui indiquerait la date de fondation du temple du dieu Seth construit par les Hyksôs à Avaris. Selon Manéthon, règnes de Salitis, Bnon, Apachnan, Apopi (ou peut-être trois rois de ce nom), Iannas (Seouserenrê Khian) qui règne 40 ans, Assis (Sheshi)[2].
  - Les Hyksôs (hekaou khasout, « les princes des pays étrangers »), peuples sémites venus de Palestine (canaanites et Amorrites), refoulés par les mouvements migratoires des Indo-européens[3], pénètrent dans le delta du Nil, profitant de l’affaiblissement politique de l’Égypte. Leur installation dure un quart de siècle. Salitis, chef des Hyksôs, prend le titre de pharaon à Avaris (près de Tanis), qu’il fortifie, et inaugure la XVe dynastie. Il entreprend la conquête de l’Égypte. Après la prise de Memphis, il contrôle directement un territoire allant du sud de la Palestine à Cusae dans la vallée du Nil. Ses successeurs régneront jusqu’en Basse Nubie et placeront des Asiatiques aux postes importants du pays. Les Hyksôs doivent contenir l’invasion d’autres peuples nomades venus du Proche-Orient à leur suite. Les Hébreux ont pu entrer en Égypte à l’occasion de l’interrègne des Hyksos (Jacob)[4].
  - Les Hyksôs assimilent Seth au dieu asiatique Soutekh[5]. Ils adoptent le culte de Rê, et introduisent en Égypte le culte de dieux asiatiques (Soutekh, Baal, Astarté, etc.). Tout en conservant leurs coutumes asiatiques, ils adoptent les usages des égyptiens (écriture, noms de règne).
  - Les Hyksôs disposent de chars de guerre, d’arcs composites de longue portée, d’une lourde épée recourbée et de cuirasses. Ils portent des noms sémites, comme Anat-Her, Semken, Amou ou Yakub-har. Les troupes égyptiennes, dont les hommes combattent presque entièrement nus, armés d’arc à faible portée, de petites haches et de boucliers encombrants sont rapidement écrasées[6].